# Von Budberg
von Budberg (lettiska: Budbergi) är månghövdad balttysk adelsätt, som introducerades på riddarhuset i Mitau 1620; på Sveriges Riddarhus 1693, friherrligt stånd 21 februari 1693; och på riddarhuset i Riga 1747.

## Personer med efternamnet von Budberg
- Andrej Eberhard von Budberg (1750–1812), rysk general och diplomat
- Gotthard Wilhelm von Budberg (1644–1710), svensk militär
- Fjodor von Budberg (1851–1916), rysk diplomat
- Leonhard von Budberg (1640–1708), livländskt lantråd